# Évires
Évires é uma ex-comuna francesa na região administrativa da Alta Saboia, região de Auvérnia-Ródano-Alpes. Estendeu-se por uma área de 19,49 km². Em 2010 a comuna tinha 1 294 habitantes (densidade: 66,4 hab./km²).
Em 1 de janeiro de 2017 foi fundida com as comunas de Thorens-Glières, Aviernoz, Les Ollières e Saint-Martin-Bellevue para a criação da nova comuna de Dhuys-et-Morin-en-Brie.